# 夏姆鮑 (愛荷華州)
夏姆鮑（英語：Shambaugh）是一個位於美國愛荷華州佩奇縣的城市。

## 地理
夏姆鮑的座標為40°39′25″N 95°02′05″W / 40.65694°N 95.03472°W，而該地的平均海拔高度為300米（即984英尺）。

## 人口
根據2010年美國人口普查的數據，夏姆鮑的面積為0.93平方千米，當中陸地面積為0.93平方千米，而水域面積為0.00平方千米。當地共有人口191人，而人口密度為每平方千米205人。